# 瓦勒达尔科米
瓦勒达尔科米（法語：Val d'Arcomie，法語發音：[val daʁkɔmi]）是法国康塔尔省的一个市镇，属于圣弗卢尔区。该市镇于2016年由原市镇卢巴雷斯、法沃罗勒、圣瑞斯特和圣马克合并而成，行政中心位于卢巴雷斯。

## 地名
“瓦勒达尔科米”（Val d'Arcomie）一名在法语中意为“阿尔科米河谷”。

## 地理
瓦勒达尔科米（44°56'8"N, 3°12'38"E）面积86.27 平方千米，位于法国奥弗涅-罗讷-阿尔卑斯大区康塔爾省，该省份为法国中南部省份，位于法國中央高原中心，北起科雷兹省、上盧瓦爾省和多姆山省，西接洛特省和科雷兹省，南至阿韦龙省和洛特省，东临上盧瓦爾省和洛泽尔省。
与瓦勒达尔科米接壤的市镇（或旧市镇、城区）包括：昂格拉尔-德圣弗卢尔、沙利耶、吕讷昂马尔热里德、阿尔巴雷圣玛丽、绍亚克、莱蒙韦尔、阿尔巴雷勒孔塔勒、弗里德丰、阿勒兹。
瓦勒达尔科米的时区为UTC+01:00、UTC+02:00（夏令时）。

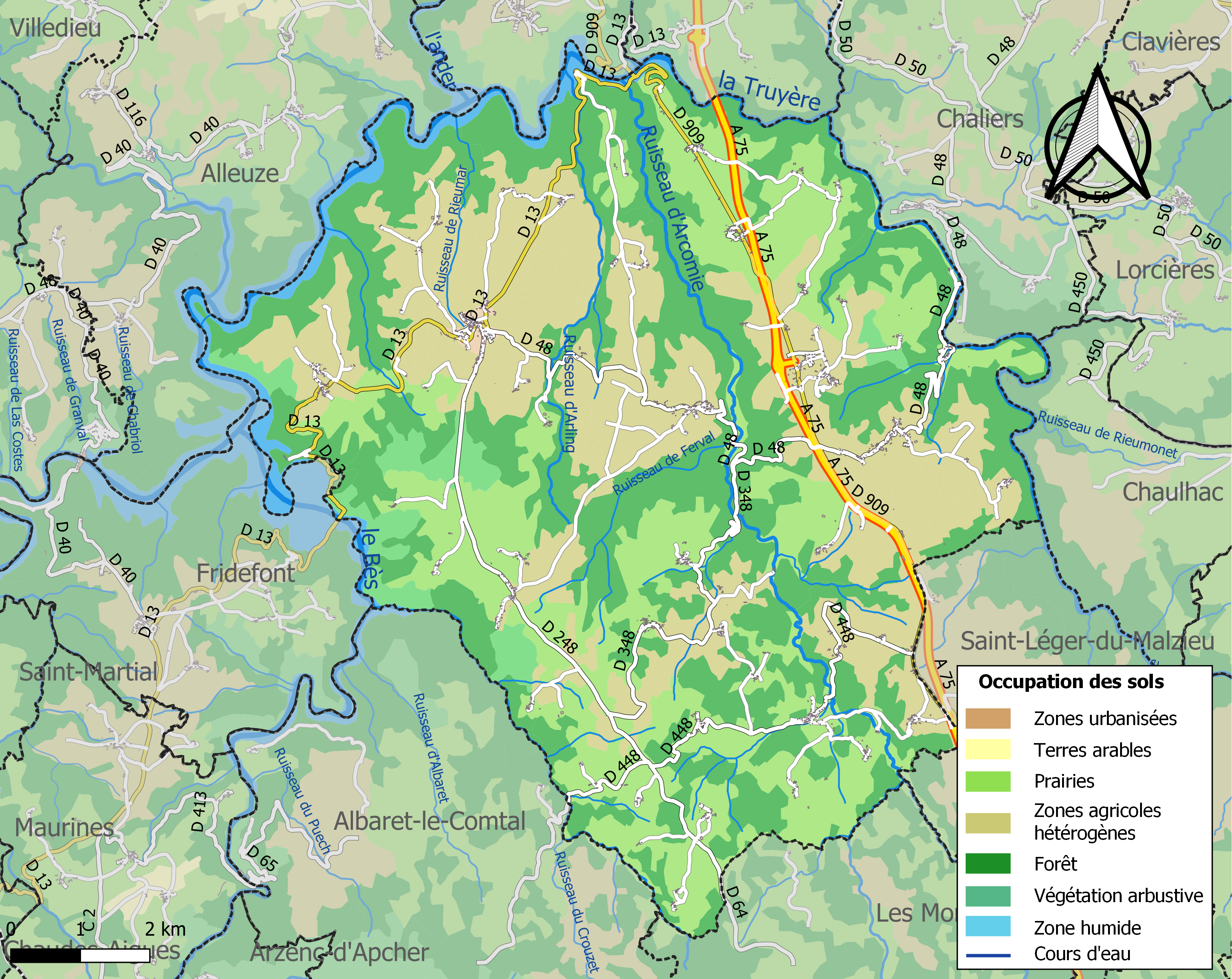
瓦勒达尔科米的OSM定位图

## 行政
瓦勒达尔科米的邮政编码为15320，INSEE市镇编码为15108。

## 政治
瓦勒达尔科米所属的省级选区为特吕耶尔河畔讷韦格利斯县。

## 人口
瓦勒达尔科米于2022年1月1日时的人口数量为946人。